# Plethodontohyla notosticta
Plethodontohyla notosticta es una especie de anfibio de la familia Microhylidae. Es endémica del este de Madagascar donde habita en selvas tropicales entre el nivel del mar y los 1200 metros de altitud. Es una especie terrestre aunque también se encuentra en vegetación baja. No se considera amenazada de extinción aunque su hábitat se está reduciendo debido a la presión humana.